# Myotis soror
Myotis soror (Ruedi, Csorba, Lin & Chou, 2015) è un pipistrello della famiglia dei Vespertilionidi endemico di Taiwan.

## Descrizione

### Dimensioni
Pipistrello di piccole dimensioni, con la lunghezza della testa e del corpo di 48 mm, la lunghezza dell'avambraccio di 42,1 mm, la lunghezza della coda di 41 mm, la lunghezza del piede di 7,6 mm, la lunghezza delle orecchie di 11 mm.

### Aspetto
La pelliccia è lunga, densa e soffice. Le parti dorsali sono bruno-rossastre brillanti con la punta dei peli dorata, mentre le parti ventrali sono leggermente più chiare. Il muso è brunastro. Le orecchie sono relativamente corte e larghe, con un distinto incavo sul bordo posteriore a circa metà della sua lunghezza.  Il trago è relativamente corto, con un piccolo lobo alla base posteriore. Le membrane alari sono marroni e sono attaccate posteriormente alla base dell'alluce. I piedi sono lunghi circa la metà della tibia, robusti e con le dita munite di robusti artigli ricurvi. La lunga coda è inclusa completamente nell'ampio uropatagio. Il calcar è corto e provvisto di un lobo di rinforzo poco sviluppato.

## Biologia

### Alimentazione
Si nutre di insetti.

## Distribuzione e habitat
Questa specie è conosciuta soltanto attraverso un individuo femmina catturato nella provincia di Nantou, sull'isola di Taiwan.
Vive a circa 2.100 metri di altitudine.

## Conservazione
La IUCN Red List, considerata la mancanza di informazioni circa le dimensioni della popolazione, la tendenza demografica e le eventuali minacce, classifica M.soror come specie con dati insufficienti (DD).